# Cassyma
Cassyma is een geslacht van vlinders van de familie spanners (Geometridae), uit de onderfamilie Ennominae.

## Soorten
- C. amplexaria Walker, 1862
- C. chrotodon Prout, 1925
- C. deletaria Moore, 1888
- C. indistincta Moore, 1887
- C. lucifera Warren, 1903
- C. pallidula Warren, 1896
- C. quadrinata Guenée, 1857
- C. rectilineata Guenée, 1858
- C. sciticincta Walker, 1862
- C. undifasciata Butler, 1892